# Piešťany
Piešťany (em alemão: Pistyan; polonês/polaco: Pieszczany; tcheco/checo: Píšťany; húngaro: Pöstyén; ) é uma cidade da Eslováquia, situada no distrito de Piešťany, na região de Trnava. Tem 44,2 km² de área e sua população em 2018 foi estimada em 27.534 habitantes.

## Demografia
| Ano:        | 1994   | 2004   | 2014   | 2024   |
| ----------- | ------ | ------ | ------ | ------ |
| Broj ljudi: | 32 970 | 29 957 | 27 998 | 26 379 |
| Razlika:    |        | -9,13% | -6,53% | -5,78% |

| Ano:               | 2023   | 2024   |
| ------------------ | ------ | ------ |
| Número de pessoas: | 26 668 | 26 379 |
| Diferença:         |        | -1,08% |